# Ренко Таммен
Ренко Таммен (нім. Renko Tammen; 21 грудня 1922, Зюдброкмерланд — 19 червня 1982, Вільгельмсгафен) — німецький офіцер-підводник, оберлейтенант-цур-зее крігсмаріне.

## Біографія
1 січня 1941 року вступив на флот. З 27 травня 1943 року — 2-й, з лютого 1944 року — 1-й вахтовий офіцер на підводному човні U-380. 12 березня 1944 року переданий в розпорядження 29-ї флотилії. З 25 березня 1944 року — 1-й вахтовий офіцер на U-967. 12 серпня 1944 року знову переданий в розпорядження 29-ї флотилії. У вересні-грудні 1944 року пройшов курс командира човна. З 16 грудня 1944 по 5 травня 1945 року — командир U-148.

## Звання
- Кандидат в офіцери (1 січня 1941)
- Морський кадет (1 квітня 1941)
- Фенріх-цур-зее (1 грудня 1941)
- Оберфенріх-цур-зее (1 жовтня 1942)
- Лейтенант-цур-зее (1 липня 1943)
- Оберлейтенант-цур-зее (1 січня 1945)

## Нагороди
- Нагрудний знак підводника (1943)
- Залізний хрест 2-го і 1-го класу (1943)
- Фронтова планка підводника в бронзі (1944)